# Loisy-en-Brie
Loisy-en-Brie ist eine französische Gemeinde mit 173 Einwohnern (Stand: 1. Januar 2022) im Département Marne in der Region Grand Est (vor 2016 Champagne-Ardenne). Sie gehört zum Arrondissement Épernay (bis 2017 Arrondissement Châlons-en-Champagne) und zum Kanton Vertus-Plaine Champenoise. 

## Lage
Loisy-en-Brie liegt etwa 48 Kilometer südsüdwestlich von Reims. Umgeben wird Loisy-en-Brie von den Nachbargemeinden Montmort-Lucy im Norden und Nordwesten, Blancs-Coteaux im Norden und Nordosten, Givry-lès-Loisy im Osten, Vert-Toulon im Süden, Beaunay im Westen sowie Étoges im Westen und Nordwesten.

## Bevölkerungsentwicklung
| Jahr                       | 1962 | 1968 | 1975 | 1982 | 1990 | 1999 | 2006 | 2011 | 2018 |
| -------------------------- | ---- | ---- | ---- | ---- | ---- | ---- | ---- | ---- | ---- |
| Einwohner                  | 189  | 189  | 191  | 197  | 181  | 187  | 189  | 195  | 190  |
| Quellen: Cassini und INSEE |      |      |      |      |      |      |      |      |      |

## Sehenswürdigkeiten
- Kirche Saint-Georges, seit 1981 Monument historique

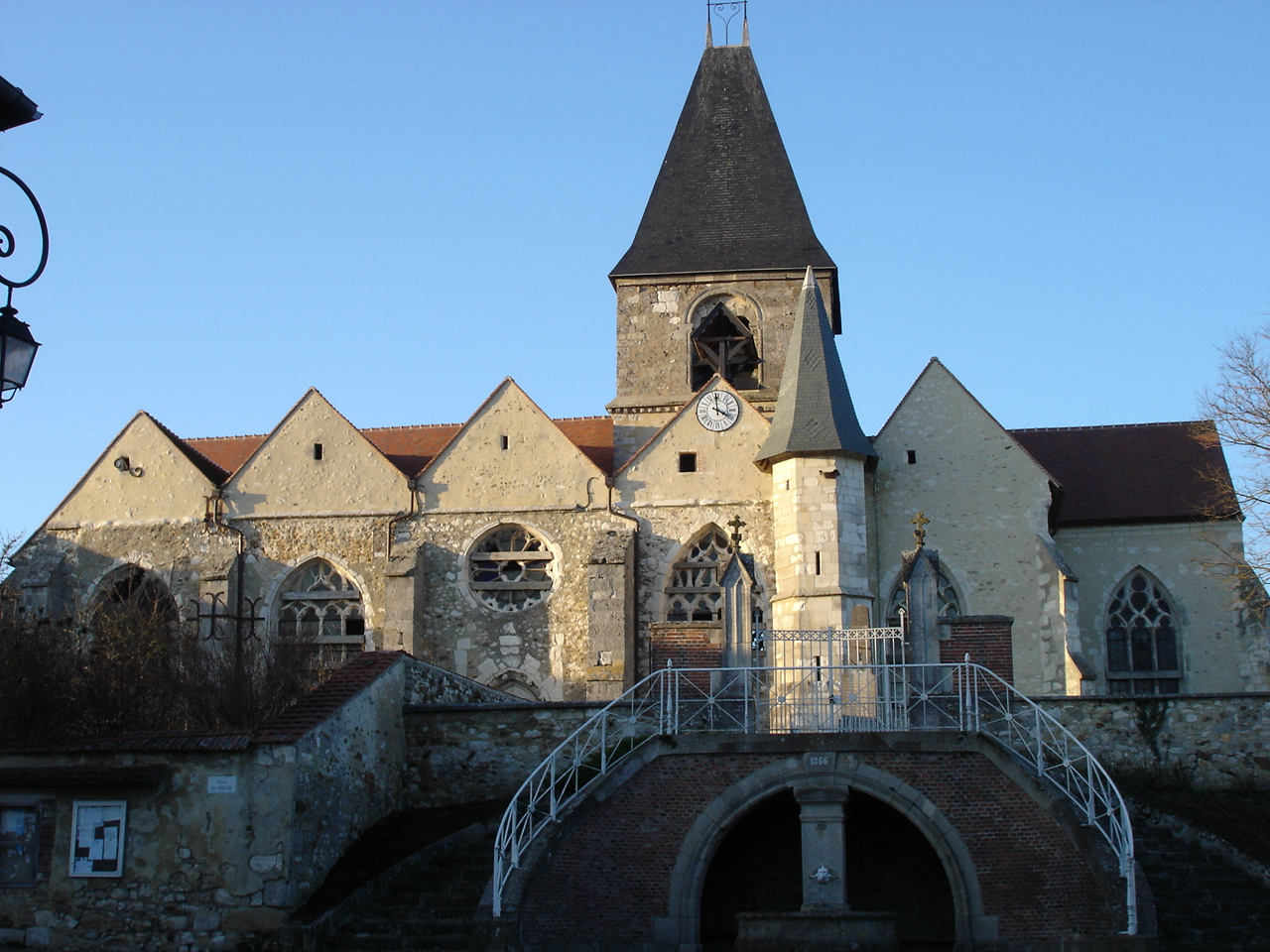
Kirche Saint-Georges